# Палатка (Магаданская область)
Пала́тка — посёлок городского типа в России, административный центр Хасынского района и соответствующего ему городского округа Магаданской области.
Население — 4155 человек (2010).

## История
Основан в 1932 году в связи со строительством Колымской трассы.
По распространённой легенде, назван в честь палатки дорожников-изыскателей. На самом деле, название дано по реке Палатке (открыта русской экспедицией в 1899 году, первое научное описание — в труде Н. В. Слюнина «Охотско-Камчатский край», СПб., 1900), на берегу которой стоит посёлок. Название реки с юкагирского и эвенского языков переводится как «Каменистая» — «Паля-аткан».
Во времена существования Дальстроя в Палатке находились три лагерных пункта УСВИТЛа, в том числе — один женский.
Во время Второй мировой войны Палатка была одним из крупнейших автотранспортных центров Дальнего Востока СССР, где, в том числе, осуществлялось переоборудование карбюраторных автомобилей на газогенераторы с питанием от дров.
В 1950-х годах — конечная станция узкоколейной железной дороги Магадан — Палатка (разобрана в конце 1950-х годов).
Статус посёлка городского типа — с 1953 года.
В эпоху «застоя» — «спальный» посёлок для старателей-золотодобытчиков и шахтёров Карамкенского горно-обогатительного комбината (обогащение золотой руды).
В 2019 году поселок попал в книгу рекордов России как населенный пункт с наибольшим количеством фонтанов на душу населения. В поселке их 4, по 800 человек на один фонтан.

## Климат
В Палатке суровый субарктический климат.
- Среднегодовая температура воздуха — −8,9 °C
- Относительная влажность воздуха — 73,1 %
- Средняя скорость ветра — 3,7 м/с

| Показатель                            | Янв.  | Фев.  | Март  | Апр. | Май  | Июнь | Июль | Авг. | Сен. | Окт. | Нояб. | Дек.  | Год  |
| ------------------------------------- | ----- | ----- | ----- | ---- | ---- | ---- | ---- | ---- | ---- | ---- | ----- | ----- | ---- |
| Средняя температура, °C               | −26,9 | −25,7 | −20,2 | −11  | −2,1 | 8,2  | 12,4 | 9,9  | 3,0  | −8,4 | −20,7 | −26,3 | −8,9 |
| Источник: NASA. База данных RETScreen |       |       |       |      |      |      |      |      |      |      |       |       |      |

## Население
| 1959  | 1970  | 1979  | 1989    | 2002  | 2007  | 2008  |
| ----- | ----- | ----- | ------- | ----- | ----- | ----- |
| 5108  | ↗5223 | ↗8400 | ↗10 496 | ↘4888 | ↘4389 | ↘4279 |
| 2009  | 2010  | 2011  | 2012    | 2013  | 2014  | 2015  |
| ↘4226 | ↗4244 | ↗4256 | ↘4148   | ↘3999 | →3999 | ↘3996 |
| 2016  | 2017  | 2018  | 2019    | 2020  | 2021  | 2023  |
| ↘3931 | ↘3757 | ↘3699 | ↘3579   | ↘3555 | ↗3965 | ↗4044 |
| 2024  |       |       |         |       |       |       |
| ↗4159 |       |       |         |       |       |       |

## Транспорт
Обеспечивает ежедневное автобусное сообщение с городом Магаданом и аэропорта Магадана

## Галерея

Виды посёлка
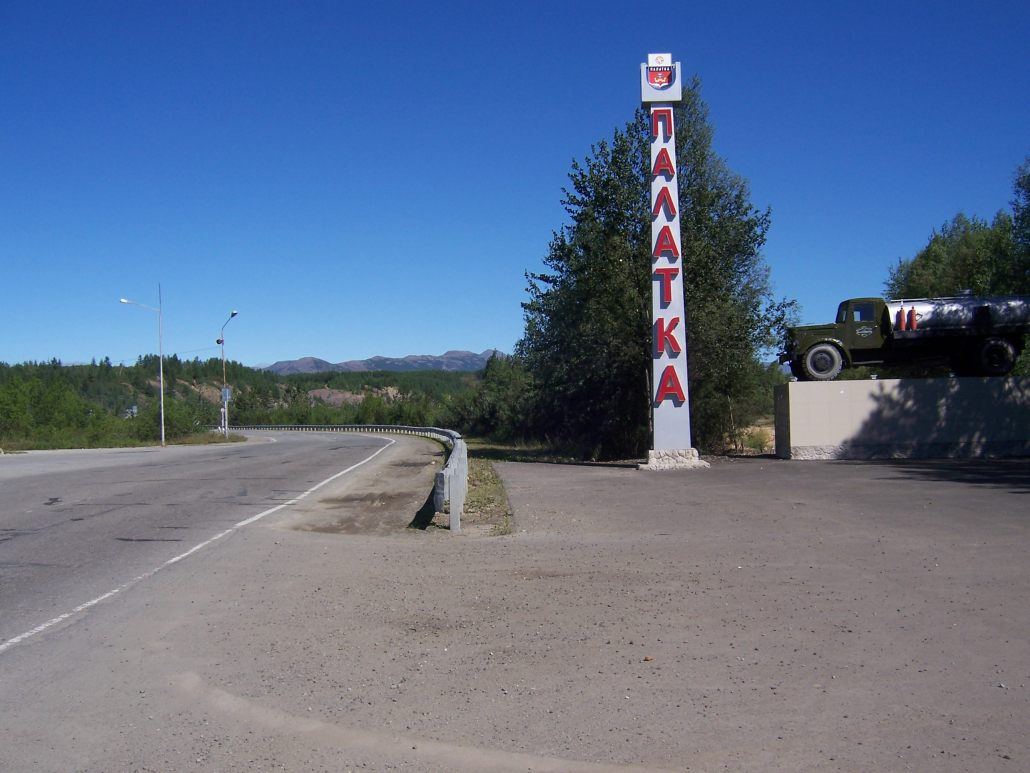
Въезд в Посёлок
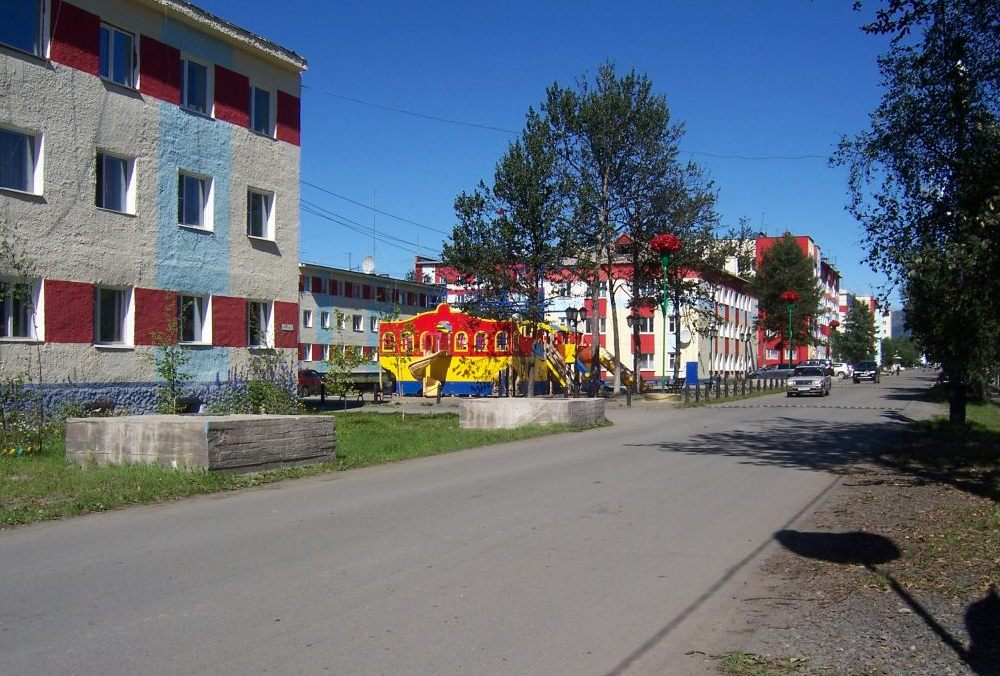
Улицы посёлка
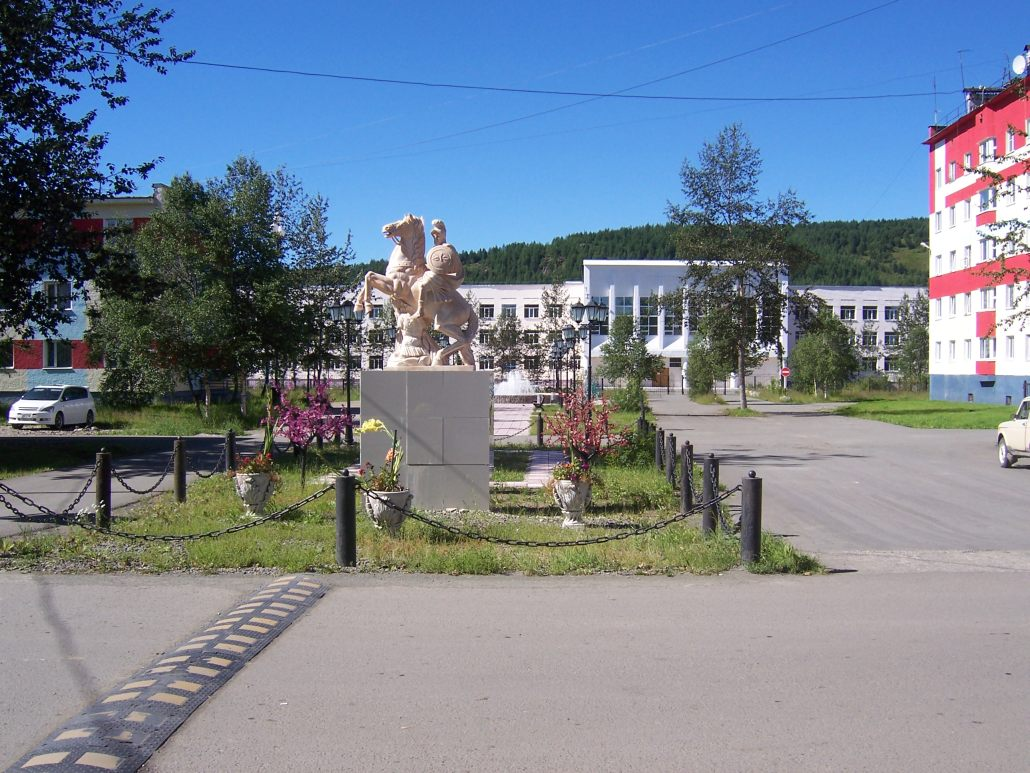
Улицы посёлка
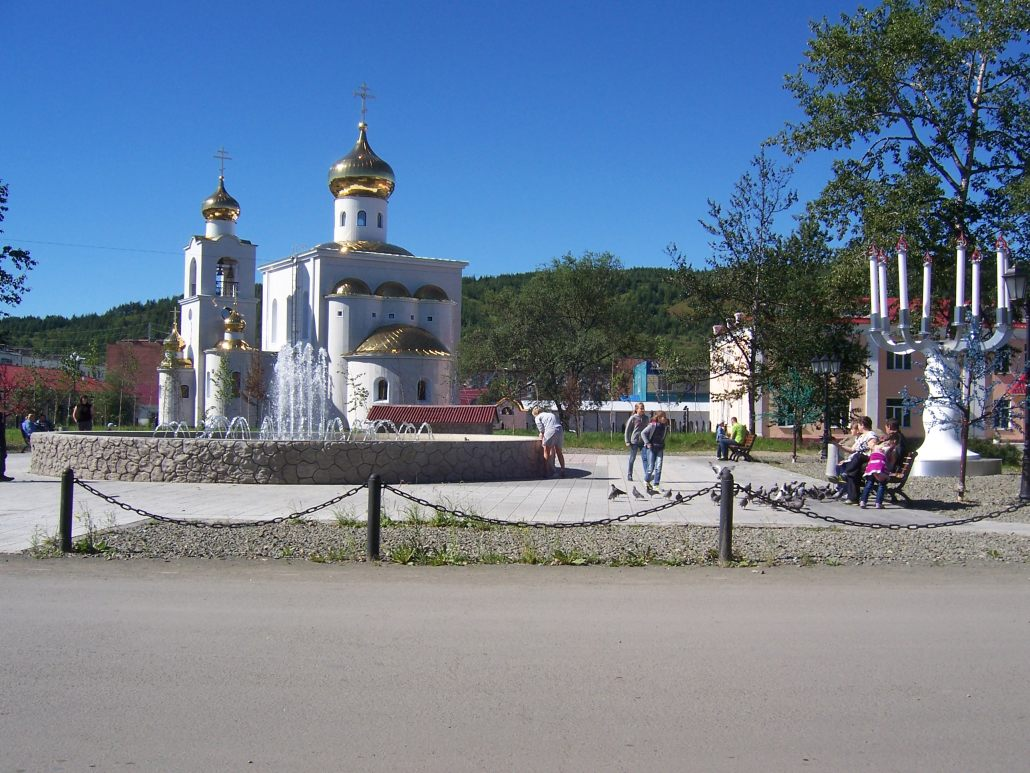
Храм с фонтаном
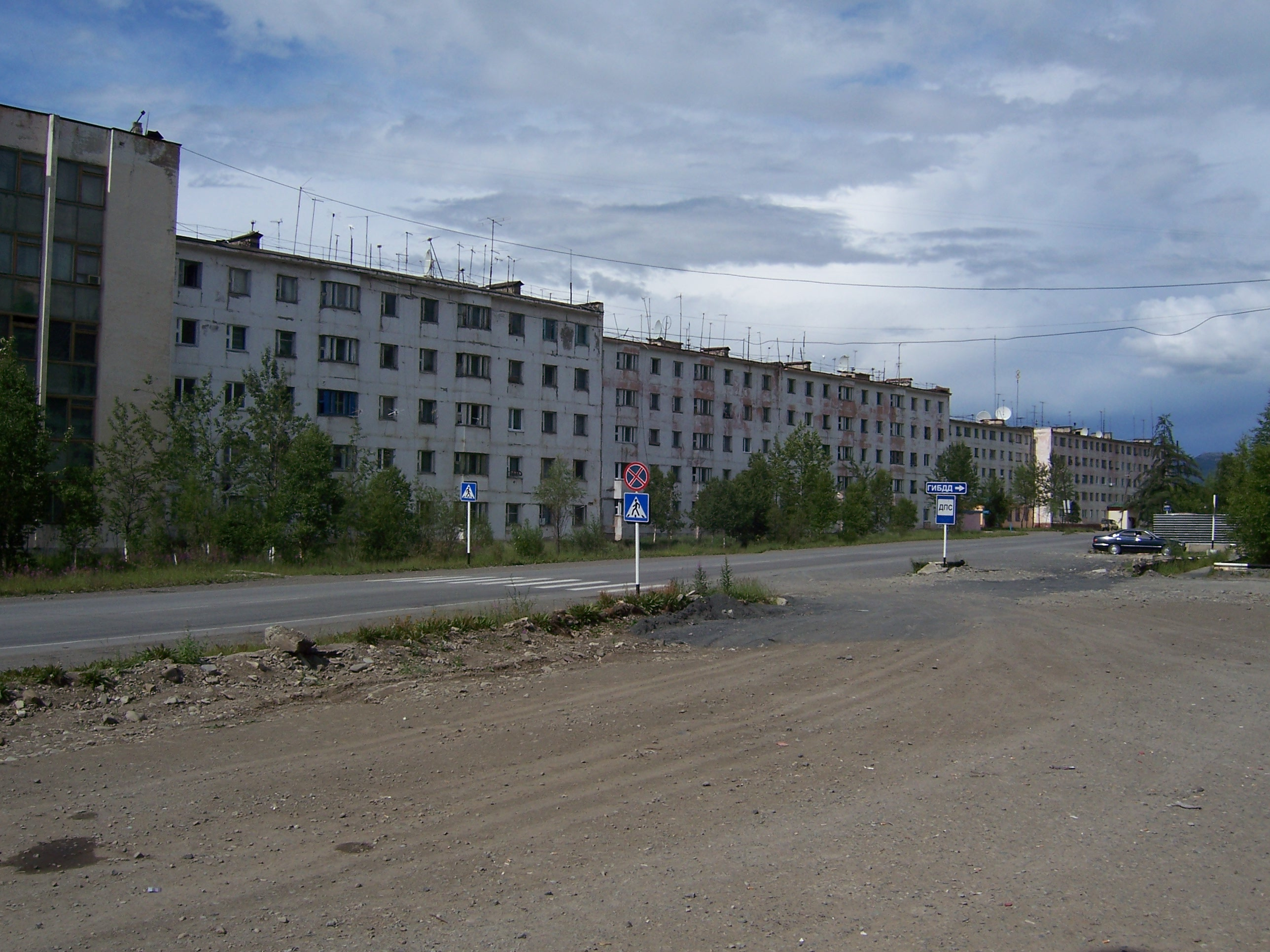
Вид с автовокзала
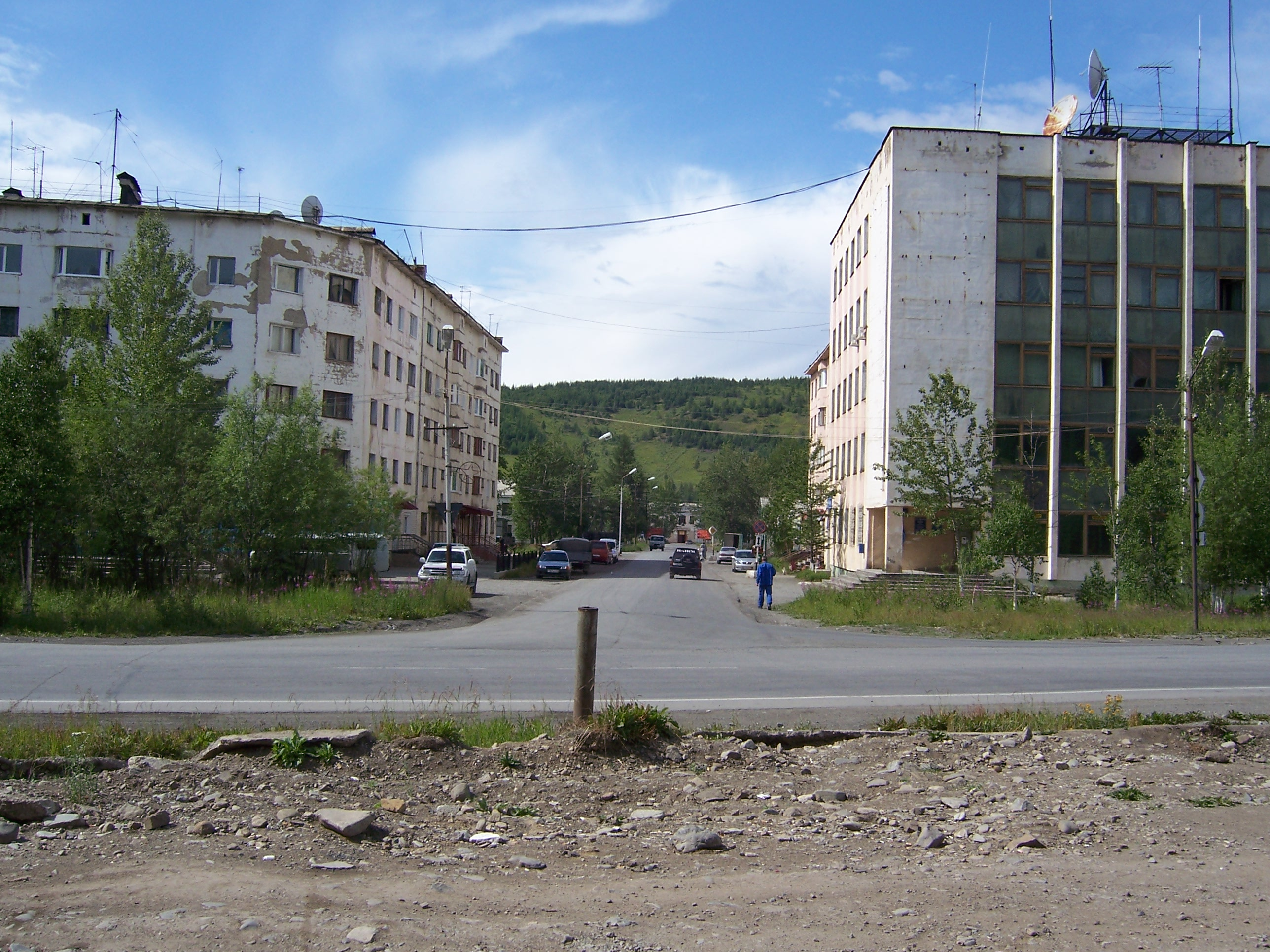
Вид с автовокзала
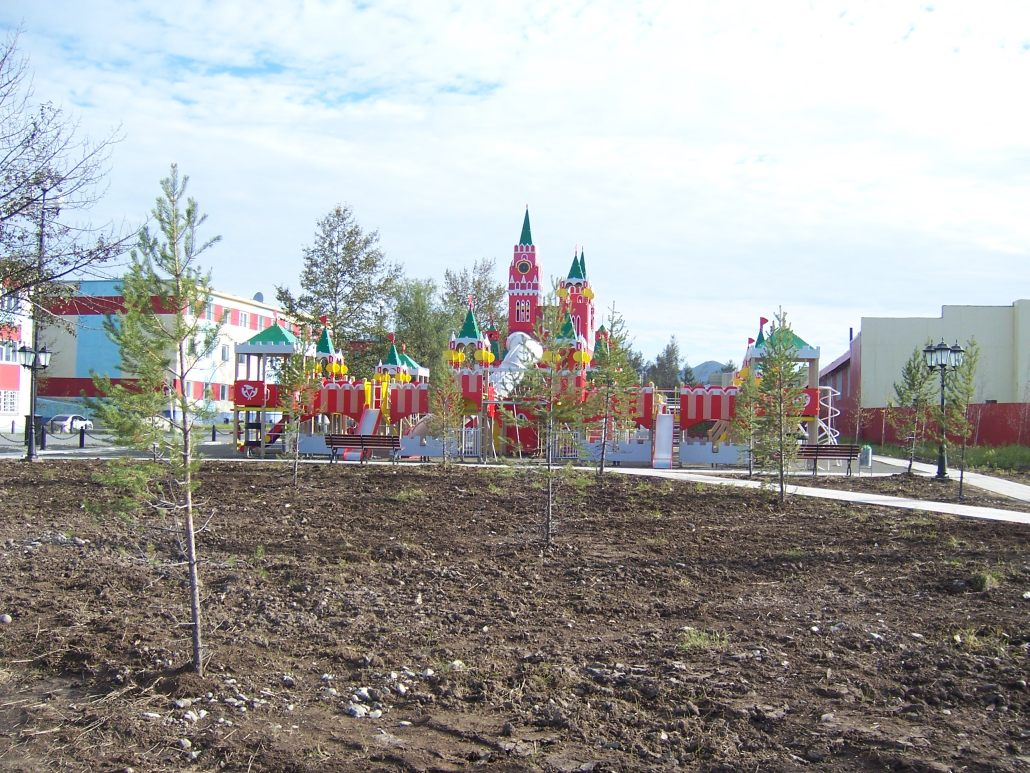
Детский городок
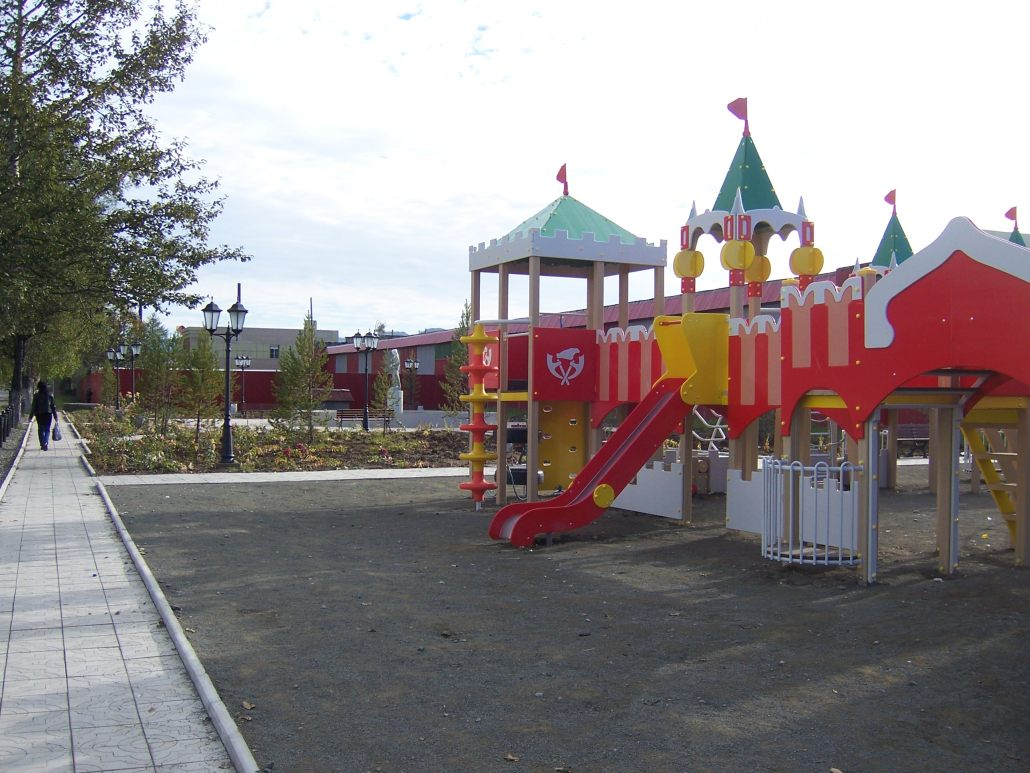
Детский городок

## Экономика
- Цветная металлургия (аффинаж золота и серебра)
- Химическая промышленность (производство взрывчатых веществ для горнодобывающей промышленности)
- Пищевая промышленность

## Город-побратим
Палатка имеет один город-побратим.
- Палатка (Флорида), США (1991)